# Pashtshenkoa schistaceus
Pashtshenkoa schistaceus là một loài ruồi trong họ Asilidae. Pashtshenkoa schistaceus được Becker miêu tả năm 1908.